# Martelinho
Joaquim Pereira da Silva (São Paio de Oleiros, 19 de novembro de 1974), conhecido por Martelinho, é um ex-futebolista e treinador de futebol português.
Notabilizou-se no Boavista Futebol Clube, do qual foi capitão durante várias épocas, onde foi campeão nacional em 2000/2001.

## Carreira
Natural de São Paio de Oleiros, concelho de Santa Maria da Feira, a sua alcunha deriva do nome porque era conhecida a sua família na terra natal, "martelos".
Inicia a sua carreira futebolística nas camadas jovens do Feirense, onde se mantém até aos 16 anos, altura em que o Boavista o contrata para os seus escalões de formação. Chegando ao escalão sénior é inicialmente emprestado ao Marco, onde alinha por uma época.
Regressando ao clube, porém com dificuldades de se impor no escalão principal português, é novamente emprestado, desta feita ao Desportivo das Aves. Jogou ainda por Portonovo (Espanha) e Penafiel até 2007.
Em 2008 voltou ao Feirense, agora para treinar as camadas jovens, mesma função que exerceria no Boavista entre 2011 e 2012. Martelinho ainda foi treinador principal em Lusitânia Lourosa (2 passagens) e Cesarense, e desde 2016 está desempregado.